# Kickers Emden
Il BSV Kickers Emden è una società calcistica tedesca di Emden, Bassa Sassonia. Il 1º febbraio 2012 ha dichiarato insolvenza, mentre disputava la Oberliga, quinto livello del campionato di calcio tedesco.

## Storia
Il club calcistico iniziò a giocare nel 1928 come sezione del Emder Turnverein, società di ginnastica nata nel 1861, mentre la società vera e propria nacque il 24 marzo 1946.
Nel 1949, la squadra fu promossa in Amateuroberliga Niedersachsen-West, a quel tempo un girone di seconda divisione. Lo vinse alla fine della stagione 1950-1951 ed avanzò ai play-off per la promozione in Oberliga Nord (I) che però perse. Fino al 1963, anno della creazione della Bundesliga, la compagine disputò campionati mediocri e nel 1964 retrocesse in Verbandsliga Niedersachen-Nord (IV); conquistò la promozione in Amateurliga Niedersachsen (III) nel 1970, ma ritornò in quarta serie appena tre anni dopo.
Tra il 1975 e il 1983 l'Emden giocò in campionati posizionati sotto il quarto livello. Raggiunse la Verbandsliga Niedersachsen (IV) nel 1983, ma tornò in quinta divisione tre stagioni dopo. Nel 1988 fu nuovamente promosso in quarta divisione e dopo aver vinto il campionato, passò nel 1991 in Amateuroberliga Nord (III).
Nell'annata 1992-1993, il Kickers partecipò per la prima volta alla Coppa di Germania ma fu sconfitto con facilità per 1-5 dal Saarbrücken, a quel tempo militante in Bundesliga. Il club poi ebbe la possibilità di partecipare alla Coppa di Germania in altre occasioni, dopo aver vinto la Coppa della Bassa Sassonia nel 1996 e nel 2000 anche se entrambe le partecipazioni si conclusero al primo turno della rassegna. Nel 1996-1997 fu sconfitto per 1-3 dal Fortuna Düsseldorf, squadra di Bundesliga, nel 2000-2001 fu piegato 0-1 dal Magonza, squadra di 2. Bundesliga.
Il primo posto conquistato nella stagione 1993-1994 in Amateuroberliga Nord e la successiva eliminazione dai play-off promozione, può essere considerato il miglior risultato recentemente raggiunto dalla società. Il club continuò a giocare a livelli competitivi anche nella nuova Regionalliga, ma un quindicesimo posto alla fine del campionato 1998-1999 lo fece retrocedere in quarta divisione. La compagine giocò in Oberliga Niedersachsen/Bremen (IV) per cinque anni, sfiorando la promozione nel 2000 e nel 2003, quando perse ai play-off rispettivamente con Lüneburger SK e con VfR Neumünster.
Nel 2005 l'Emden ha terminato la nuova Oberliga Nord (IV) al primo posto ed è stato promosso in Regionalliga Nord e grazie al nono posto ottenuto nella Regionalliga 2007-2008 si è qualificato alla prima stagione di 3. Liga.

## Palmarès
- Oberliga: 2

1993-1994, 2004-2005
- Verbandsliga: 2

1988-1989, 1990-1991